# 蝙蝠侠：阿卡姆起源
《蝙蝠俠：阿卡漢起源》是一款由根據DC漫畫的《蝙蝠俠》改編的動作冒險遊戲，遊戲在Microsoft Windows、PlayStation 3、Xbox 360和Wii U上發行。由蒙特利爾華納遊戲公司接替前作創始者Rocksteady Studios進行遊戲開發，並由華納兄弟互動娛樂和中電博亞（負責中國地區）發行。本作是遊戲《蝙蝠侠：阿卡漢城市》的續作，是《蝙蝠俠：阿卡漢》系列的第三部作品，在2013年10月25日於全球發行。
劇情由多瑪·溫舒、瑞恩·格勒塔和克里·梅合作編寫，故事時間線位於系列首作《蝙蝠俠：阿卡漢瘋人院》的五年前，專注於當時還年輕並不太成熟的蝙蝠俠。當時的黑幫大佬「黑面具」為殺死蝙蝠俠而放出了高額懸賞，將位於世界各地的八名精英殺手在聖誕節前夕帶到了高譚市。敵人包括蝙蝠俠還未見過的小丑、班恩、無政府小子等，在全市警察追捕蝙蝠俠的時候，開始趁火打劫般的在城市裏製造慌亂。此遊戲繼續採用第三人稱遊戲角度，讓玩家以操控蝙蝠俠本人形式來在遊戲裏作戰。而本作除了版圖更新成比前作更大的開放式世界以外，其他繼續採用與前作相似的蝙蝠俠的裝備和作戰模式，除了主線劇情以外引進其他支線任務；本作是阿卡漢系列首部設有網上多人模式的作品。
遊戲獲得大部分正面評價，其中配音、劇情、頭目戰、畫面、以及音樂都獲得讚賞，但在無創新的技術方面受到批評，被認為是完全“仿製”歷年阿卡漢系列遊戲的作戰模式和內容，而多人模式也被認為是完全沒有必要的增加。後續遊戲《蝙蝠俠：阿卡漢起源 黑門》於2013年10月發行，在Nintendo 3DS和PlayStation Vita上發行，並延續該遊戲的劇情。本作衍生出一部動畫續作《蝙蝠俠：血濺阿卡漢》在2014年發行，遊戲系列續作《蝙蝠俠：阿卡漢騎士》在2015年6月時正式發行，而本作的直接續集《蝙蝠俠：阿卡漢之影》於2024年10月在Meta Quest 3上發行。

## 系統

### 操作
遊戲介面和操作和前作幾乎保持一致，亦保留支線任務設定和挑戰模式。新元素包括快速傳送點、新裝備、戰鬥動作、以及戰鬥表現評分制度：自由流動格鬥戰中一直維持攻擊連鎖、不被擊中和運用多種戰鬥技能，或在圍捕戰中維持潛行和運用不同制敵技能，均可取得更高的額外經驗值。遊戲中許多元素參照克里斯多福·諾蘭執導的《黑暗騎士三部曲》；特別是在劇情、城市地圖、蝙蝠俠戰衣、遊戲開場動畫、以及反派元素上。本作地圖繼續採用開放式世界，遊戲中的舊城區重新使用《蝙蝠侠：阿卡漢城市》的地圖，除了部分細節做過一些修改，讓玩家可以在遊戲裏觀摩舊城區成為「阿卡漢城市」監獄設施之前的模樣。而在遊戲地圖中加上了新城區（New Gotham），以及將兩個區域相連的「先鋒大橋」。
遊戲開始時採用線性屬性，協助玩家掌握角色動作和行動方式，在進入遊戲主要的高譚市範圍後則可自由探索遊戲版圖，但部分室內地區須待指定劇情章節完成後才解封便以玩家進入。蝙蝠俠可進行的動作包括奔跑、跳躍、攀爬、蹲身、滑翔和以氣動爪鈎登上高點。而這次遊戲於開始時就加進了「氣動爪鈎加速器」（Grapnel Boost），讓玩家通過瞄準一個高點時再次跳躍至空中以方面玩家可以快速通過飛行到達目的地、或是飛過較長的大橋。於遊戲中，蝙蝠俠一樣擁有「偵探視界」（Detective Vision），使用時能即時獲得環境資訊，遊戲世界將染上藍色以突出可互動物品，包括能被破壞的牆壁、能被拆下的金屬網架、附近區域內的敵人及其警覺程度、平民、屍體等。此模式也適用於追蹤足跡、調查氣味和解謎。
唯一與前作不同的是，遊戲新增加了「快速飛行系統」（Fast Travel System），運用上蝙蝠戰機以讓玩家能比利用飛行或是氣動鉤爪更快的方式來到達城市各處。遊戲地圖上共有八個快速飛行點，其中包括作為遊戲地圖之一的蝙蝠俠基地「蝙蝠洞」。但於遊戲開始時，所有飛行點全部被敵人（謎語人）通過干擾信號塔而喪失飛行能力，蝙蝠俠必須於遊戲任務中將信號塔一處一處解除干擾，才能讓蝙蝠戰機能於此區域進行快速飛行。
蝙蝠俠有多種用於戰鬥和探索的工具，除了部分細節做了修改以外，其他還是保持一致。蝙蝠鏢擲出後可使敵人短暫失去知覺或啟動遙遠的裝置，其遙控版本在擲出後可自由控制飛行路線，其聲波版本可吸引指定敵人或在引爆後擊昏附近敵人。爆炸凝膠（Explosive Gel）可炸毀弱質牆壁或地面，也可遙控引爆以造成瓦礫擊昏經過的敵人；這次在遊戲裏加上通過特殊按鈕，能讓蝙蝠俠在一秒鐘就能快速在地面上噴上爆破凝膠來攻擊敵人或是摧毀弱質牆壁。蝙蝠爪（Batclaw）能在發射後抓住遠方物品或敵人，同時也能用來開啟金屬網架；密碼音波儀（Cryptographic Sequencer）可破解保全裝置、開啟新道路或關閉各種保全設備，而這次也多了讓蝙蝠俠通過密碼音波儀來收聽電台或是入侵敵方通訊頻率。遙控繩爪（Remote Claw）可用作點對點發射繩子以通過高處，或是對準一切易爆物品以引導會敵人身上。煙霧彈（Smoke Bomb）可用作在敵人眾多的情況下擾亂敵人或是製造煙霧來躲避至上空。干擾器（Disruptor）能夠遠程摧毀敵人的槍械或是地雷。這次新增加的裝備為腦震蕩雷管（Concussion Detonator），可用作電昏一大群一起行動的敵人。電震手套（Shock Gloves）於遊戲中途得到，可用作啟動發電機來開門，或是在短時間內對敵人進行電擊拳擊以加大傷害力；類似前作的遙控充電槍。凝膠手榴彈（Glue Grenades）能夠作為將敵人暫時困於凝膠里的武器，或是在水上製造一個凝膠筏以通過水面，還可以作為地雷使用；類似前作的冷凍手榴彈。
遊戲同樣包括支線任務，可以在任何的時間裏嘗試，當中有「犯罪進行中」（Crime in Progress），於遊戲街道各處隨機出現，玩家可以協助警察阻止突如其來的團夥犯罪，一般是搶劫、人質挾持、或是腐敗警察毆打窮人。其他支線任務被稱為是「最高通緝」（Most Wanted），讓蝙蝠俠於主線劇情外對付一些罪犯，其中包括放炸彈的無政府小子、於城市各處佈下竊聽程序的謎語人、或是四處殺人的死亡射手等。謎語人的任務依舊是最長並最為困難的一關，搜集謎語人隱藏在城市各處的敲詐文件（Extortion Files，類似前作中的謎語人獎盃），並摧毀所有被他入侵掌控的電視信號塔。除此之外，遊戲裡還會出現一些街頭命案，讓蝙蝠俠代替警察偵辦並抓捕嫌犯。

### 多人模式
本作是阿卡漢系列首部設有網上多人模式的作品。

## 劇情

### 背景
故事發生在《蝙蝠俠：阿卡漢瘋人院》五年前的聖誕節，身為已故韋恩夫婦獨子兼億萬富翁的布魯斯·韋恩，自從結束漫長旅程重返高譚後，化身黑夜義警「蝙蝠俠」在高譚市出沒將近兩年，但對警方、市民和罪犯而言仍是都市傳說般的存在。當時的蝙蝠俠還非常年輕氣盛、我行我素，將打擊犯罪當作宣洩，屢次不顧一切地往前衝。服侍他多年的老管家兼監護人阿福·潘尼沃斯，因為對韋恩夫婦發誓過會照顧好布魯斯，認為他選擇打擊罪犯的行為等同“不務正業”。城市內部更是罪惡猖獗，除了普通罪犯與黑幫大佬橫行霸道以外，就連警察內部體系都是貪腐滋生，尤其警察局長吉利恩·洛布與警督兼SWAT隊長霍華·布蘭登，兩人聯手在警局中指使種種不法事務。唯獨當時任職警監的詹姆斯·高登拒絕與惡勢力為伍，但他對於蝙蝠俠打擊犯罪的方式同樣感到厭惡，除了獨自追查並試圖拘捕蝙蝠俠時，也向眾多媒體記者表示蝙蝠俠並不存在。

### 主線劇情
黑門監獄在聖誕夜發生由黑面具主導的劫獄事件，其釋放大量罪犯並將洛布局長關入毒氣室中殺害，蝙蝠俠前來干預時擊敗黑面具麾下的殺手鱷，得知黑面具為限於當晚殺死蝙蝠俠而懸賞五千萬美元，召集殺手鱷在內的八名刺客：精英傭兵喪鐘、縱火狂螢火蟲、用毒高手銅頭蛇、神槍手死亡射手、電擊打手電刑者、神秘忍者西瓦女士、以及南美大力士班恩。蝙蝠俠追查監獄中出現的一台高科技無人機，追蹤其擁有者企鵝人至一艘私人貨船「最終報價號」（The Final Offer），在船上的競技場中輕易擊敗電刑人。企鵝人受逼供之下供述黑面具已遭殺害，而喪鐘尾隨現身干預導致企鵝人逃跑。蝙蝠俠在一場單挑中擊敗身手與自己旗鼓相當的喪鐘，隨後匿名報警使喪鐘被捕。
蝙蝠俠來到黑面具位於「萊希塔樓」（Lacey Tower）的安全屋命案現場，透過現場還原而發現死者並不是黑面具，靠其死去女友手機上留下的訊息，發現兇手極可能是一名稱作「小丑」的神秘罪犯。蝙蝠俠隨後潛進中央警察局以入侵全國罪犯資料庫，過程中發現布蘭登警督接管已故洛布的所有不法事務，並得知他決定率領SWAT隊伍參與蝙蝠俠懸賞鬥爭。蝙蝠俠於主服務器前短暫遇見高登的女兒芭芭拉，她讚同蝙蝠俠行俠仗義的做法，對他透漏系統電信線路位於下水道中。正當大量黑面具黨羽在下水道中設置大量炸彈時，蝙蝠俠出手干預後連線資料庫，將萊希塔樓的命案線索拼湊完後查清黑面具仍倖存，只是被命案的真兇小丑綁架進入在其名下的「高譚商業銀行」（Gotham Merchant's Bank）提錢。
在銀行裡，蝙蝠俠發現整晚出現的黑面具其實都是小丑假扮，其於數天前就頂替其身份、接管犯罪集團並定出懸賞。小丑逃跑後，蝙蝠俠潛入調查黑面具名下的「賽恩尼斯煉鋼廠」（Sionis Steel Mill）時釋出被囚禁的真黑面具，但銅頭蛇突然襲擊使黑面具溜走。不慎中毒的蝙蝠俠忍著虛弱上去注射阿福合成並及時送來的解藥，順利戰勝並抓獲銅頭蛇。小丑佔領「高譚皇家酒店」（Gotham Royal Hotel）並劫持員工和客人，在頂樓召集其餘刺客開會，將吃敗仗的電刑人推出窗外墜亡。所有刺客隨即離開繼續任務，唯獨班恩算計到蝙蝠俠會來找小丑而留下。蝙蝠俠帶上電刑人的電震手套，到達頂層與班恩展開戰鬥，阿福擔心蝙蝠俠勢單力薄，通知高登為首的警方趕到酒店阻止戰鬥。班恩乘直昇機逃走時發射火箭炮炸毀頂樓，小丑被轟離頂樓而直墜地面，但蝙蝠俠卻跳下去救他一命後撤離。小丑被警方逮捕送進黑門監獄，思索蝙蝠俠為何會選擇救他，向負責他個案的女心理醫生哈琳·奎澤講述他的過去乃至重生，認為他與蝙蝠俠的「相遇」是命中注定。
小丑同樣在蝙蝠俠的腦中揮之不去，使他質疑自己的初衷疑似“本末倒置”，然而還是不顧阿福的勸導、取得新裝備飛回城市，追蹤至班恩的下水道藏身處。蝙蝠俠首先找到班恩測試人體增強的毒液配方實驗安排，卻也得知班恩早已掌握他的真實身份。這時，螢火蟲於「高譚先鋒大橋」（Gotham Pioneer's Bridge）設置炸彈及劫持人質，蝙蝠俠只能向阿福作出警告要他先撤離。在拆除所有炸彈、營救所有人質、以及擊敗螢火蟲後，蝙蝠俠返航途中得知班恩已破壞蝙蝠洞，趕回去時目睹阿福昏死過去，但及時用電震手套對阿福進行心臟電擊而救醒。這時，剛入獄不久的小丑在黑門監獄掀起新一輪暴動，蝙蝠俠承認自己無法總是獨當一面，得到阿福的理解及用心勸導重獲信心，立刻趕到黑門監獄與警方和獄警聯手奪回監獄。
小丑佔領環形監牢區中為蝙蝠俠準備與班恩的生死對決，戴上心跳監察器的班恩每當一次心跳則會為電椅進行充電；如不迅速將班恩殺死，電椅將會在充電完畢時把小丑電斃。蝙蝠俠靈機一動利用電震手套把班恩擊至心跳停頓，騙過小丑後立即對班恩進行心臟電擊。然而班恩被救醒後對自己注射特殊改良藥劑「TN-1」，迅速變異成力大無窮的型態，迫使蝙蝠俠被迫將戰鬥場地轉移至地下牢房區，趕在藥劑發揮最大效能前擊敗班恩。因藥劑有破壞大腦記憶庫的副作用，班恩因此心智退化、同時忘記蝙蝠俠的真實身份。蝙蝠俠走進監獄禮拜堂將完敗的小丑制伏，高登經此一役對蝙蝠俠改觀而選擇姑且放過他，認同蝙蝠俠是女兒心中的英雄，同時開始相信蝙蝠俠能給予市民新的希望。
警察來到監獄奪回局勢，所有囚犯被送回監牢。由於僅僅一夜發生的眾多災難，加上黑門監獄所發生的兩起暴動，高譚市政客奎西·夏普認為黑門監獄已不適合關押危險的重罪犯，表示他決定起草重開荒廢數十年的阿卡漢精神病院作為“合適的機構”。另一方面，獄中的喪鐘會見美國政府高層阿曼達·華勒，簽字加入「自殺突擊隊」來換取自由。（劇情會在遊戲《蝙蝠俠：阿卡漢起源 黑門》以及動畫電影《蝙蝠俠：血濺阿卡漢》中延續）

### 支線任務
- 謎語人（Enigma）：搜集謎語人隱藏在城市各處的敲詐文件，並摧毀所有被他佔領的電視信號塔來抓捕謎語人。
- 無政府小子（Anarky）：阻止無政府小子在城市裏放置的三個炸彈，最後抓捕他與其他的無政府份子。
- 企鵝人（The Penguin）：通過芭芭拉提供的情報來追蹤並摧毀企鵝人的六個武器箱。
- 瘋帽客（The Mad Hatter）：拯救被瘋帽客挾持的無辜女子，並走出他的催眠陷阱。
- 死亡射手（Deadshot）：通過一場單發子彈轟下警方直升機的案件來抓捕死亡射手。
- 西瓦女士（Shiva）：拯救被西瓦女士挾持的人質，並調查她的真正動機。
- 黑面具（Black Mask）：摧毀黑面具放置在城市各處的七個毒品槽，並逮捕黑面具。
- 鳥人：抓捕班恩的副手、領導南美傭兵的鳥人。
- 黑門監獄逃犯（Escaped Blackgate Prisoners）：協助高登抓捕二十個從黑門監獄越獄的逃犯；該任務只會在完成主線劇情、及偵破所有街頭命案後才會出現。
- 賽洛斯·平克尼（Cyrus Pinkney）：尋找並掃描城市祖輩設計師—賽洛斯·平克尼藏在城市各處的匾額，以閱讀他的日誌來調查他的真正死因。

### DLC追加故事
- 寒冰之心：新年前夕，正在舉行宴會的韋恩莊園被一名身穿冷凍戰甲的男子「急凍人」伴隨著一群企鵝人黨羽聯手攻佔，抓走高譚企業（英语：GothCorp）總裁兼人道主義慈善家菲瑞斯·博爾（Ferris Boyle）。布魯斯·韋恩化身蝙蝠俠來到被一大群罪犯佔領的城市中尋找急凍人下落，拷問一名手持冷凍武器的企鵝人黨羽，得知他手上的武器來自於高譚企業。蝙蝠俠換上在極端環境下活動的戰服，來到被急凍人攻佔的高譚企業大樓，從一間失事實驗室中瞭解到急凍人的身份為低溫學家維克多·佛萊斯，得知他為拯救身患絕症之愛妻諾拉（英语：Nora Fries）而用人體冷凍技術將其冷凍，卻受黑心上司菲瑞斯背叛而導致諾拉被奪走，就連他自身也因接觸低溫化學劑而淪為“冰冷之軀”。蝙蝠俠領略到急凍人只是想救妻子，因此來到底層試圖說服急凍人收手，由於急凍人執意一意孤行，蝙蝠俠只能將他擊敗。然而，原形畢露的菲瑞斯決定將蝙蝠俠和急凍人滅口來掩蓋罪行，但蝙蝠俠搶先制止菲瑞斯，挽救急凍人一命的同時也救下諾拉。菲瑞斯和企鵝人被逮捕，急凍人受警察看護之下送醫，宴會參與者和所有遭到冷凍的受害者集體得救。事後，高譚市現任市長漢密爾頓·希爾（英语：Hamilton Hill (comics)）在市民浩大抗議下宣佈辭職，而高登也在近期的成就下成為下一任警察局長選舉的首位候選。

## 角色

### 蝙蝠家族
- 布魯斯·韋恩／蝙蝠俠（Bruce Wayne / Batman；羅傑·克雷格·史密斯配音）
- 阿福·潘尼沃斯（Alfred Pennyworth；馬丁·賈維斯（英语：Martin Jarvis (actor)）配音）

### 敵人
- 小丑（；特羅伊·貝克配音，遊戲主要反派）
- 黑面具（Black Mask；布萊恩·布魯姆（英语：Brian Bloom）配音）
- 企鵝人（Penguin；諾蘭·諾斯配音）
- 班恩（；J·B·布朗克（英语：J. B. Blanc）配音）
- 喪鐘（；馬克·羅斯頓配音）
- 螢火蟲（Firefly；克里斯賓·佛里曼配音）
- 霍華·布蘭登警督（英语：Gotham City Police Department#Former members）（；克里斯·佛萊斯配音）
- 殺手鱷（Killer Croc；卡瑞·佩頓（英语：Khary Payton）配音）
- 銅頭蛇（英语：Copperhead (DC Comics)）（；羅莎·薩拉查配音）
- 電刑者（英语：Electrocutioner）（；史蒂芬·布魯姆（英语：Steven Blum）配音）
- 無政府小子（英语：Anarky）（；馬修·麥瑟配音）
- 死亡射手（Deadshot；克里斯·考克斯（英语：Chris Cox (actor)）配音）
- 謎語人（Enigma；沃利·溫格（英语：Wally Wingert）配音）
- 西瓦女士（Lady Shiva；胡凱莉配音）
- 瘋帽客（Mad Hatter；彼得·麥克尼可配音）
- 鳥人（；卡洛斯·阿拉茲拉奎配音）
- 日曆人（Calendar Man；無聲音出場，客串）
- 急凍人（Mr. Freeze；莫瑞斯·拉馬歇（英语：Maurice LaMarche）配音，僅DLC出場）

### 其他人物
- 詹姆斯·高登警監（Capt. James Gordon；麥可·高斯（英语：Michael Gough (voice actor)）配音）：高譚市警察局的警監，是僅有的正義警察，但將蝙蝠俠視為社會威脅。
- 芭芭拉·高登（Barbara Gordon；凱絲利·蘭斯道恩配音）：高登的15歲女兒，過目不忘、正義感十足的高中生兼電腦天才，少數支持蝙蝠俠維護正義方式的人。
- 維琪·維爾（Vicki Vale；格蕾·德莱勒配音）：高譚市知名女記者，一直在追尋蝙蝠俠，希望能對他做一次獨家採訪。
- 哈琳·奎澤醫師（Dr. Harleen Quinzel；塔拉·史壯配音）：犯罪心理新手醫生，在黑門監獄做實習，得以首次認識小丑。
- 哈維·布洛克警探（Det. Harvey Bullock；羅伯特·康斯坦佐（英语：Robert Costanzo）配音）：高譚市警察局警探，高登的同事。
- 馬丁·喬瑟夫典獄長（Warden Martin Joseph；卡瑞·佩頓配音）：黑門監獄的典獄長，雖然是正義人士，但一旦受威脅會馬上妥協。
- 吉利恩·洛布局長（英语：Gillian B. Loeb）（；約翰·伯利托配音）：高譚市警察局長，行事腐敗的警界高官，跟黑面具保持多年的合作關係。
- 阿爾貝托·法爾康尼（英语：Alberto Falcone）（；奎頓·佛林（英语：Quinton Flynn）配音）：黑幫家族族長卡麥·法爾康尼之子，即將從父親手中接管家族生意。
- 瑞奇·「漏嘴」·勒布朗（Ricky "Loose Lips" LeBlanc；史蒂芬·布魯姆配音）：企鵝人的軍火販，專門監督企鵝人的軍火生意。
- 阿曼達·華勒（Amanda Waller；C·C·H·龐德（英语：C. C. H. Pounder）配音，客串）：隸屬政府的神秘高官。
- 傑克·萊德（Jack Ryder；詹姆斯·霍蘭（英语：James Horan (actor)）配音，僅聲音客串）：高譚市記者，同樣追尋蝙蝠俠的故事。
- 奎西·夏普（Quincy Sharp；湯姆·肯恩（英语：Tom Kane）配音，僅聲音客串）：高譚市政客，對高譚市的司法系統一向反感。
- 菲瑞斯·博爾（Ferris Boyle；史蒂芬·托伯羅斯基（英语：Stephen Tobolowsky）配音，僅DLC出場）：高譚企業總裁，一位面熱心冷的著名慈善家，試圖剝奪急凍人的“資產”而遭到他追殺。

## 遊戲細節
- 玩家於遊戲開頭的黑門監獄中，可以在保安室桌子上的探監名單上面找到強納森·克萊恩的名字；而名字也曾經在上面簽過多次。
- 玩家來到萊希塔樓偵辦黑面具房間的命案現場時，可以在相同的樓層裏找到在《蝙蝠俠：阿卡漢瘋人院》中登場的角色—佩內洛普·楊醫師的心理診所，由此瞭解到她在阿卡漢精神病院工作之前的職位。
- 班恩在遊戲最後所使用的毒液進化版藥物「TN-1」，則是作為《蝙蝠俠：阿卡漢瘋人院》裏的「泰坦毒液配方」（TITAN）的原型。
- 班恩身為遊戲系列中第一名發現蝙蝠俠真實身份的反派，他其實是靠蝙蝠俠在皇家酒店頂樓的戰鬥中講的一句口頭禪「你已經來不及了！（You just ran out of time!）」，而布魯斯·韋恩在遊戲開頭的電視新聞中接受維琪·維爾的採訪時曾經用過同樣的語氣講過這句話，才讓他辨認出布魯斯就是蝙蝠俠。
- 通過謎語人的線人所藏的敲詐文件可以找到一些人物的錄音文件，而當中可以瞭解到一些幕後劇情。
  - 在艾伯托·法爾康尼和哈琳·奎澤的錄音對話裏短暫提及過雨果·史特蘭奇，瞭解到雨果曾經在黑門監獄裏工作過，並且是哈琳的上級。
  - 在西瓦女士的錄音中，可以發現是她以幕後主人的名義對奎西·夏普建議重新開放「阿卡漢精神病院」。
  - 在洛布局長的錄音中短暫提及過著名腐敗警探阿諾·佛拉斯（英语：Arnold John Flass）。
  - 無政府小子找上蝙蝠俠之前，曾經試圖拉攏高登而和他通過電話，在他拒絕一起合作後只能希望他不要再當警察。
- 玩家摧毀謎語人安裝在城市各處的天線塔後可以回到他的藏身處摧毀他的服務器，以阻止他將搜集到的敲詐文件外流。而當玩家搜集到全部的敲诈文件後，可以回到藏身處打開他的秘密房間，在房間裏可以找到他在《阿卡漢城市》所使用的機械裝置，並在內部可以獲得第一個謎語人獎盃。房間裏玩家會找到一段摩斯密碼，翻譯內容是謎語人對自己加入高譚警局感到十分容易，並表明自己將揭開高譚市最黑喑的秘密。
- 如果玩家完成故事後和阿福說話，他會說有關蝙蝠洞裏有一隻“蝙蝠王”的七段對話，許多粉絲相信這是暗示牠是人蝠；儘管人蝠於《蝙蝠俠：阿卡漢騎士》才出現。
- DLC追加故事「寒冰之心」（Cold, Cold Heart）的劇情、人物與元素改編自保羅·迪尼（英语：Paul Dini）在《蝙蝠俠：動畫系列》中親自編寫的第一季十四集《冰冷之心（英语：Heart of Ice (Batman: The Animated Series)）》，而DLC中的故事也在《蝙蝠俠：阿卡漢城市》中被急凍人提及過。
  - 在第一場暴徒對決中，可以聽見某名暴徒說:「誰想打個億萬富翁?（Who want to beat a billionaire?)」，這其實是致敬英國著名電視節目《誰想成百萬富翁（Who want to be a millionaire》的節目名。
  - 在高譚企業大廳的服務台上，可以看到一張潘蜜拉·愛絲利的參觀證件；這是對1997年電影《蝙蝠俠與羅賓》中毒藤女和急凍人兩者合作關係的致敬。
  - 在急凍人位於高譚企業內部的實驗室外可以找到一個來自動畫的彩蛋，玩家可以發現控制台上擺著一個水晶球，該水晶球也曾經出現在動畫裏。
  - 在急凍人出事的實驗室桌子上，可以看見急凍人和他妻子的結婚合影，並且還能找到開發中的冷凍手榴彈，此手榴彈將在《阿卡漢城市》中急凍人交給蝙蝠俠作為賠罪和他的武器之一。
  - 在進入跟急凍人的最終決戰的大型實驗室之前，可以在旁邊找到發現菲瑞斯·博爾當晚所榮獲的「年度人道主義者」獎杯。但獎杯上的愛心鑽石已經被拆下不見，暗示急凍人可能將鑽石作為自己戰服的供能源；同樣是對電影《蝙蝠俠與羅賓》的一個致敬。
  - 在拯救急凍人並打倒菲瑞斯·博爾的同時，蝙蝠俠講過一句:「坐下吧，人道主義者（Take a seat, Humanitarian.）」；這又是對動畫劇集的致敬，蝙蝠俠打倒急凍人後也對博爾的一句:「晚安吧，人道主義者。（Good night, Humanitarian.）」。

## 配套漫畫
- 《蝙蝠俠：阿卡漢起源》（2013）：遊戲同名電子版先行漫畫

## 評價
| 汇总媒体   | 得分                                             |
| ---------- | ------------------------------------------------ |
| Metacritic | PS3：76/100 X360：74/100 PC：74/100 WIIU：68/100 |

| 媒体                    | 得分   |
| ----------------------- | ------ |
| Eurogamer               | 7/10   |
| Game Informer           | 8.5/10 |
| GameSpot                | 6/10   |
| IGN                     | 7.8/10 |
| 英国PlayStation官方杂志 | 8/10   |
| 官方Xbox杂志英国        | 9/10   |
| VideoGamer.com          | 8/10   |

## 系列其他作品
| 遊戲標題                    | 發行年份 | 電子遊戲機 | 電子遊戲機 | 電子遊戲機 | 電子遊戲機 | 電子遊戲機 | 電子遊戲機 | 電子遊戲機 | 電子遊戲機 | 電腦PC | 電腦PC | 掌機 | 掌機 | 手機 | 手機 | VR      |
| 遊戲標題                    | 發行年份 | PS3        | PS4        | PS5        | Wii U      | NS         | X360       | XOne       | XSX        | Mac    | Win    | 3DS  | Vita | 安卓 | iOS  | Quest 3 |
| --------------------------- | -------- | ---------- | ---------- | ---------- | ---------- | ---------- | ---------- | ---------- | ---------- | ------ | ------ | ---- | ---- | ---- | ---- | ------- |
| 蝙蝠俠：阿卡漢瘋人院        | 2009     | 是         | 是         | 否         | 否         | 是         | 是         | 是         | 否         | 是     | 是     | 否   | 否   | 否   | 否   | 否      |
| 蝙蝠俠：阿卡漢城市          | 2011     | 是         | 是         | 否         | 是         | 是         | 是         | 是         | 否         | 是     | 是     | 否   | 否   | 否   | 否   | 否      |
| 蝙蝠俠：阿卡漢城市 封閉     | 2011     | 否         | 否         | 否         | 否         | 否         | 否         | 否         | 否         | 否     | 否     | 否   | 否   | 是   | 是   | 否      |
| 蝙蝠俠：阿卡漢起源          | 2013     | 是         | 否         | 否         | 是         | 否         | 是         | 否         | 否         | 否     | 是     | 否   | 否   | 否   | 否   | 否      |
| 蝙蝠俠：阿卡漢起源 (手機版) | 2013     | 否         | 否         | 否         | 否         | 否         | 否         | 否         | 否         | 否     | 否     | 否   | 否   | 是   | 是   | 否      |
| 蝙蝠俠：阿卡漢起源 黑門     | 2013     | 是         | 否         | 否         | 是         | 否         | 是         | 否         | 否         | 否     | 是     | 是   | 是   | 否   | 否   | 否      |
| 蝙蝠俠：阿卡漢騎士          | 2015     | 否         | 是         | 是         | 否         | 是         | 否         | 是         | 否         | 否     | 是     | 否   | 否   | 否   | 否   | 否      |
| 蝙蝠俠：阿卡漢地獄          | 2016     | 否         | 否         | 否         | 否         | 否         | 否         | 否         | 否         | 否     | 否     | 否   | 否   | 是   | 是   | 否      |
| 蝙蝠俠：阿卡漢VR            | 2016     | 否         | 是         | 否         | 否         | 否         | 否         | 否         | 否         | 否     | 是     | 否   | 否   | 否   | 否   | 否      |
| 自殺突擊隊：戰勝正義聯盟    | 2024     | 否         | 否         | 是         | 否         | 否         | 否         | 否         | 是         | 否     | 是     | 否   | 否   | 否   | 否   | 否      |
| 蝙蝠俠：阿卡漢之影          | 2024     | 否         | 否         | 否         | 否         | 否         | 否         | 否         | 否         | 否     | 否     | 否   | 否   | 否   | 否   | 是      |
| 注明 1. 2. 3.               |          |            |            |            |            |            |            |            |            |        |        |      |      |      |      |         |

## 外部連結
- 官方網站 （页面存档备份，存于）